# Ансгар
Ансгар или Анскар е франкски светец, известен като Апостола на севера. От 831 до 865 г. е архиепископ на Хамбург, от 845 до 865 г. епископ на Бремен и мисионерски епископ на Скандинавия.

## Живот
Роден е в Пикардия през 801 г. На 14-годишна възраст дава монашески обет.
Той пише книга за биографията и за чудесата на гроба на Свети Вилехад от 860 до 865 г. и сбирка от молитви „Pigmenta“.
Умира в Бремен през 865 г.

## Мисии
Той е водач на много мисии:
- Швеция (829)[2][3]
- Дания (826)[4]
- Норвегия